# Battaglia di Arlington Mills
La battaglia di Arlington Mills è stata un episodio minore della prima fase della guerra di secessione americana.
Venne combattuta nella notte del 1º giugno 1861 nei pressi di Arlington Mills (in Virginia) poche ore dopo la battaglia di Fairfax Court House.
Approfittando dell'oscurità una piccola unità di soldati confederati spararono una raffica contro una compagnia di volontari nordisti accampati nei pressi di Arlington Mills. Ne seguì un breve e confuso scambio di colpi.
L'episodio fu uno dei primi combattimenti della guerra civile.